# Hirohide Fushimi
Le comte Hirohide Fushimi (伏見博英, Fushimi Hirohide), né le 4 octobre 1912 à Tokyo et décédé le 21 août 1943, est membre d'une branche collatérale de la famille impériale du Japon et officier de carrière dans la Marine impériale japonaise, tué en service au cours de la Guerre du Pacifique.

## Biographie
Né prince Hirohide (博英王, Hirohide-ō), 4e fils du prince Fushimi Hiroyasu, il est le frère cadet des princes Hiroyoshi Fushimi, Kachō Hirotada et du marquis Kachō Hironobu. En octobre 1932, il sert comme membre de la Chambre des pairs de la Diète du Japon.
Le 1er avril 1936, sur ordre de l'empereur Hirohito, il est autorisé à établir sa propre maison après avoir renoncé au titre impérial et il est élevé au rang de comte (hakushaku) dans le cadre du système de pairie kazoku. La même année, il épouse Tomoko Yanagisawa (29 octobre 1917 – 14 novembre 1939), fille cadette du comte Yanagisawa Yasutsugu, avec laquelle il a trois filles. Après la mort de son épouse, il se remarie en 1942 avec Sadako Kuroda (née le 1er juin 1915), fille unique du baron Kuroda Nagatoshi, avec laquelle il a une autre fille.
Diplômé de la 62e promotion de l'Académie navale impériale du Japon, Fushimi Hirohide choisit de poursuivre une carrière militaire et s'élève au grade de capitaine de corvette. Pendant la Guerre du pacifique, le 21 août 1943 alors qu'il sert dans la 3e brigade de communications combinées, il est tué en action lorsque son avion est abattu au-dessus du Golfe de Bone dans les Célèbes aux Indes orientales néerlandaises. Sa tombe se trouve au cimetière d'Aoyama à Tokyo.

## Descendantes
1. Avec Hisako : Fushimi Mōtoko, née le 11 août 1937); épouse Dōmoto Taizō
2. Avec Hisako : Fushimi Kazuko, née le 1er décembre 1938; entre dans les ordres et prend le nom de Seikan, 1952; chef du Tokujōmyōin, Kyoto; nommée abbesse Fushimi Seikan.
3. Avec Hisako : Fushimi Junko; morte en enfance
4. Avec Sadako : Fushimi Yoshiko, née le 7 juin 1943); épouse Ino Kazou (né le 1er janvier 1941), qui prend le patronyme de Fushimi lors de son mariage, fils aîné d'Ino Noburo.

## Source de la traduction
- (en) Cet article est partiellement ou en totalité issu de l’article de Wikipédia en anglais intitulé « Hirohide Fushimi » (voir la liste des auteurs).